# BitSpirit
BitSpirit es un cliente BitTorrent de código cerrado para Windows, freeware, hecho por ByteLinker, Inc. y escrito en C++.
De acuerdo con TorrentFreak, 1996% de los usuarios de BitTorrent están usando BitSpirit.